# Alberta (Alabama)
Alberta és una comunitat no incorporada del Comtat de Wilcox, Alabama, Estats Units.
La comunitat té el nom d'Alberta Bush, la dona d'un oficial de ferrocarril.

## Demografia

### Divisió de Cens de l'Alberta (1960-)
Alberta mai ha estat marcada per separat com una àrea no incorporada en el Cens dels EUA. Tanmateix, la divisió de cens per la part més septentrional del Comtat de Wilcox nomenada per a Alberta quan va ser creada el 1960. El llocs de cens designats (CDPs) de Boykin i Catherine estan localitzats dins la divisió de cens d'Alberta. Des de 1960 a 2010, en la divisió s'hi troba una majoria Negra.

## Clima
El clima en aquesta àrea és caracteritzat per estius calents, humits i generalment entre suaus i freds hiverns. Segons el sistema de Classificació de Clima de Köppen, Alberta té un clima subtropical humit, abreujat "Cfa" en mapes de clima.

## Persones notables
- Marie Foster, cap en el Moviment de Drets Civil durant el 1960s.[4]
- Joseph Smitherman, batlle de Selma, Alabama durant 35 anys.[5]